# Agamemnons Tod (Drama)
Agamemnons Tod ist ein Versdrama des deutschen Nobelpreisträgers für Literatur Gerhart Hauptmann, das vom Juni 1942 bis zum Januar 1944 entstand und am 10. November 1947 in den Kammerspielen des Deutschen Theaters Berlin unter der Regie von Heinz Wolfgang Litten mit der Musik von Herbert Baumann uraufgeführt wurde. Walther Süssenguth spielte in dem Einakter – dem 2. Teil der Atriden-Tetralogie – die Titelrolle, Gerda Müller die Klytämnestra, Fritz Rasp den Aigisthos, Horst Drinda den Orest, Ingo Osterloh den Pylades, Käthe Braun die Elektra und Eduard von Winterstein den Thestor.
Die Tragödie ist eine Bearbeitung von Die Ermordung König Agamemnons des Aischylos.

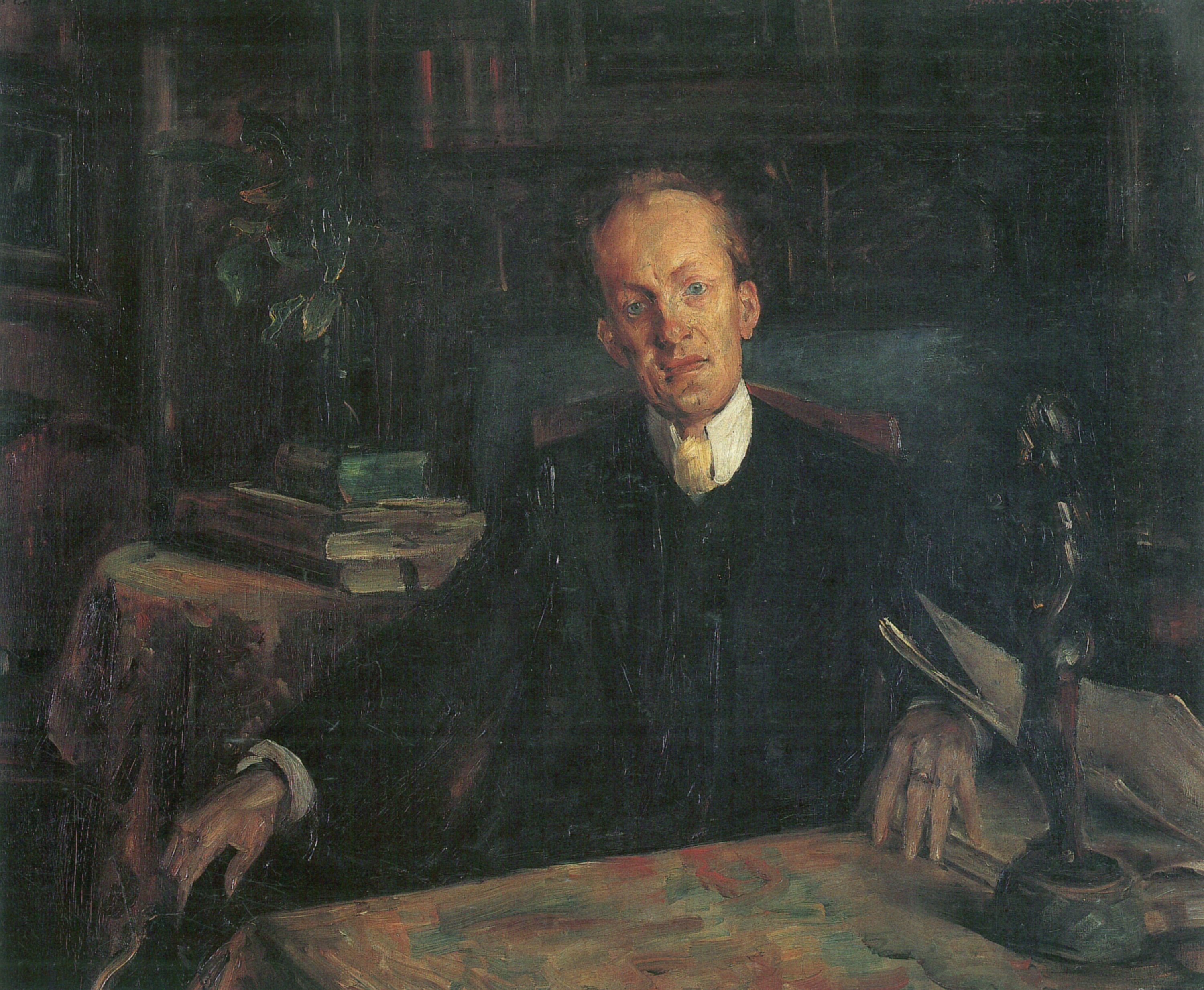
Gerhart Hauptmann auf einem Gemälde von Lovis Corinth anno 1900

## Inhalt
In der Argolis, in dem in den Bergen nahe bei Mykene versteckten Demetertempel, zehn Jahre nach dem Ende des ersten Teils der Tetralogie: Orest, Pylades und Elektra fragen den Tempelwächter Thestor, einen ehemaligen Bauern, nach dem Schicksal der Griechen vor Troja. Der greise Seher Thestor, Vater des von der Nemesis verurteilten Priesters Kalchas, versteht zu dem Betreff die Sprache der Götter nicht und kann nur für das Leben der griechischen Krieger hoffen. Orest und Elektra sorgen sich um ihren Vater Agamemnon, den Heerführer der Griechen gegen Troja. Die Sorge erscheint Thestor auch in anderer Hinsicht berechtigt. Königin Klytämnestra verfolgt ihre beiden Kinder Orest und Elektra, weil diese mit eigenen Augen sahen, was bei Hofe geschah: Die Mutter hat ihren Buhlen Aigisthos zu Unrecht zum König erhoben.
Agamemnon, „der mächtige Besieger Ilions“, kehrt, von Tyche wohlgeführt, „aus den Stürmen eines Blutmeers“ heim und erscheint „verhärmt, erdfahl und greisenhaft“ als Bettler in Lumpen; an seiner Seite Kassandra – Tochter des Priamos. Auf der Rückfahrt von Troja erlitten die Achäer Schiffbruch. Den „goldnen Raub“ aus Troja ließ Poseidon unwiederbringlich in den Fluten versinken. Die Griechen können ihren König nicht erkennen. Thestor hält Kassandra für eine Phrygerin. König Agamemnon seinerseits hält die Tochter Elektra für ein Bauernmädchen. Er setzt die Griechen ins Bild. Troja ist „nur ein Haufen noch von grauer Asche“. Während sich Vater und Tochter endlich erkennen, wähnt Elektra, Iphigenie, die „schuldlos reine Jungfrau“, sei vom Vater in Aulis auf dem Altar gemordet worden. Agamemnon, der doch lediglich eine Hindin abgeschlachtet hat, pflichtet der Tochter bei:
„… du siehst in mir
den Tochtermörder, der sich selbst verflucht …“
Agamemnon gesteht wenig später Thestor, seit er die Tochter auf dem Altar geopfert habe, verfolge sie ihn als eine Empusa.
Klytämnestra erscheint. Als sie den Gatten endlich erkennen muss, fordert dieser die Beendigung ihres „sturzbachartigen Geplärrs“ und verlangt ein Bad. Das will sie ihm gerne richten. Thestor wirft der Königin ihre Versündigung mit Aigisthos vor. Darauf Klytämnestra unbeirrt: „In meiner Hand allein ist alle Macht“. Sie will ihre Tochter Iphigenie rächen. Darauf die Seherin Kassandra: Iphigenie lebe. Kassandra sieht klar in die Zukunft: „Ein Gatte fällt durch seiner Gattin Hand, ich aber durch das Messer ihres Buhlen!“ So kommt es. Klytämnestra erschlägt im Demetertempel, diesem „weltvergeßnen Heiligtum der Erdenmutter und Persephoneiens“, den König Agamemnon mit dem Opferbeil und Aigisthos ersticht Kassandra. Zuvor hatte die Seherin noch prophezeit, Orest werde seine Mutter Klytämnestra morden. Thestor nennt Aigisthos einen niederträchtigen Nichtsnutz und wird von dem Beleidigten mit dem Schwert durchbohrt.

## Zitate
- Agamemnon zu Thestor: „Zeig mir die Orte, wo den Menschen nicht Gefahr umlauert.“[5]
- Klytämnestra zu den Griechen: „Gewöhnt euch an das Fürchterliche!“[6]

## Rezeption
- 1954: Fiedler vergleicht Hauptmann mit dem wesentlich sachlicherem  Aischylos: „Hauptmanns Gestalten … erscheinen alle … in einem mythischen Zwielicht, so daß sich die düstere Prophetin [Kassandra] von dem übrigen Personenkreis nur graduell unterscheidet, denn jeder steht mit der Überwirklichkeit in geheimnisvoller Verbindung.“[7]
- 1993: Seyppel blickt auf den Januar 1944, als Gerhart Hauptmann das Stück in Agnetendorf revidierte und zieht eine Parallele von der unrühmlichen Heimkehr Agamemnons zum Rückzug der Wehrmacht.[8]
- 2012: Sprengel schreibt, beide Einakter (Agamemnons Tod und Elektra), „in den Blutdunst der «Hekatezeit» … getaucht“, verbänden den ersten mit dem letzten Teil der Tetralogie.[9] Die Idee zum Ausbau des Iphigenie-Diptychons zu einem Vierteiler habe Hauptmann von Franz Servaes.[10]

## Adaptionen

### Hörspiel
Ursendung als Hörspiel von Hanns Korngiebel am 28. Juli 1946 im DIAS West-Berlin (DIAS – Drahtfunk im amerikanischen Sektor).

### Buchausgaben
Erstausgabe:
- Agamemnons Tod. Elektra. Tragödien, der Atriden-Tetralogie zweiter und dritter Teil. Suhrkamp, Berlin 1948[11]

Verwendete Ausgabe:
- Agamemnons Tod. Tragödie. S. 395–440 in Gerhart Hauptmann: Ausgewählte Dramen in vier Bänden. Bd. 4. 543 Seiten. Aufbau-Verlag, Berlin 1952

### Sekundärliteratur
- Die Atridentetralogie. S. 76–82 in: Gerhart Hauptmann: Ausgewählte Dramen in vier Bänden. Bd. 1. Mit einer Einführung in das dramatische Werk Gerhart Hauptmanns von Hans Mayer. 692 Seiten. Aufbau-Verlag, Berlin 1952
- Agamemnons Tod. S. 108–113 in Ralph Fiedler (* 1926 in Berlin-Röntgental): Die späten Dramen Gerhart Hauptmanns. Versuch einer Deutung. 152 Seiten. Bergstadtverlag Wilhelm Gottlieb Korn, München 1954
- Die Atriden-Tetralogie. S. 247–263 in Peter Sprengel: Gerhart Hauptmann. Epoche – Werk – Wirkung. 298 Seiten. C.H. Beck, München 1984 (Beck´sche Elementarbücher), ISBN 3-406-30238-6
- Joachim Seyppel: Gerhart Hauptmann (Köpfe des 20. Jahrhunderts; 121). Überarbeitete Neuauflage. Morgenbuch-Verlag, Berlin 1993, ISBN 3-371-00378-7
- Agamemnons Tod (1947). S. 242–244 in: Friedhelm Marx: Gerhart Hauptmann. Reclam, Stuttgart 1998 (RUB 17608, Reihe Literaturstudium). 403 Seiten, ISBN 3-15-017608-5
- Daria Santini: Gerhart Hauptmann zwischen Modernität und Tradition. Neue Perspektiven zur Atriden-Tetralogie. Aus dem Italienischen übersetzt von Benjamin Büttrich. 172 Seiten. Verlag Erich Schmidt, Berlin 1998 (Diss. Universität Pisa 1995, Veröffentlichungen der Gerhart-Hauptmann-Gesellschaft, Bd. 8). ISBN 3-503-03792-6
- Peter Sprengel: Gerhart Hauptmann. Bürgerlichkeit und großer Traum. Eine Biographie. 848 Seiten. C.H. Beck, München 2012 (1. Aufl.), ISBN 978-3-406-64045-2